# Falschlicht

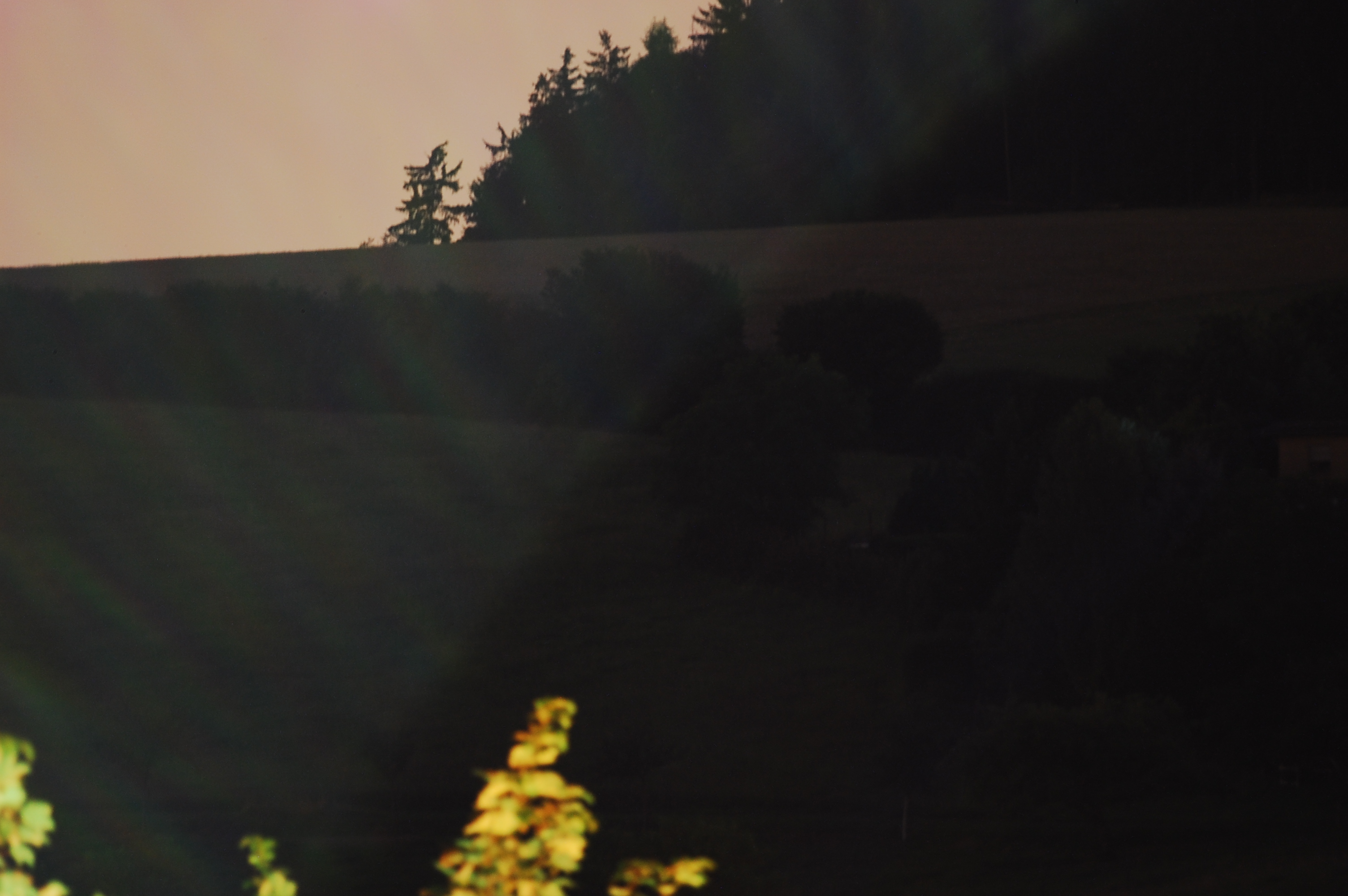
Auswirkungen von Falschlicht

Falschlicht (englisch stray light, herumirrendes, vagabundierendes Licht) ist ein bei optischen Abbildungen auftretendes Problem, bei dem „falsches“, unerwünschtes Licht (aus hellen Bildbereichen oder von außerhalb des Bildes) in dunklere Bildbereiche hineingestreut wird, was den Bildkontrast reduziert, oder an Linsen oder dem Bildsensor reflektiertes Licht störende Lichtflecke im Bild erzeugt.

## Beschreibung
Als Falschlicht bezeichnet man unerwünschtes Licht, das auf anderem als dem geplanten Weg (Brechung an den Linsenoberflächen, Reflexion an Spiegeln) auf den Film oder Bildsensor gelangt. Sein Auftreten hängt zum einen von der Qualität von Kamera und (vor allem) Objektiv ab, aber auch von den Lichtverhältnissen. Es verstärkt sich durch Gegenlicht, d. h. wenn ein Motiv vor einem erheblich helleren Hintergrund oder vor starken Lichtquellen aufgenommen wird.
Man kann das Falschlicht in mehrere Kategorien einteilen, je nach dem Weg, den es nimmt:

### Diffus reflektiertes Licht
Dieses Streulicht entsteht durch diffuse Reflexion an Linsenrändern, Blenden oder anderen Bauteilen im Inneren des Objektivs oder der Kamera. Es verteilt sich oft recht gleichmäßig über das Bild und erzeugt nicht unbedingt störende Artefakte, aber es mindert den Kontrast, vor allem in den dunkleren Bildteilen. Je nach Reflexionsverhalten und Form des streuenden Bauteils können aber auch relativ scharf begrenzte, deutlich sichtbare Lichtflecke entstehen, häufig als heller Ring oder heller Fleck in der Bildmitte. Adapter und Zwischenringe von Fremdherstellern neigen zu diesem Problem.

### Linsenreflexionen

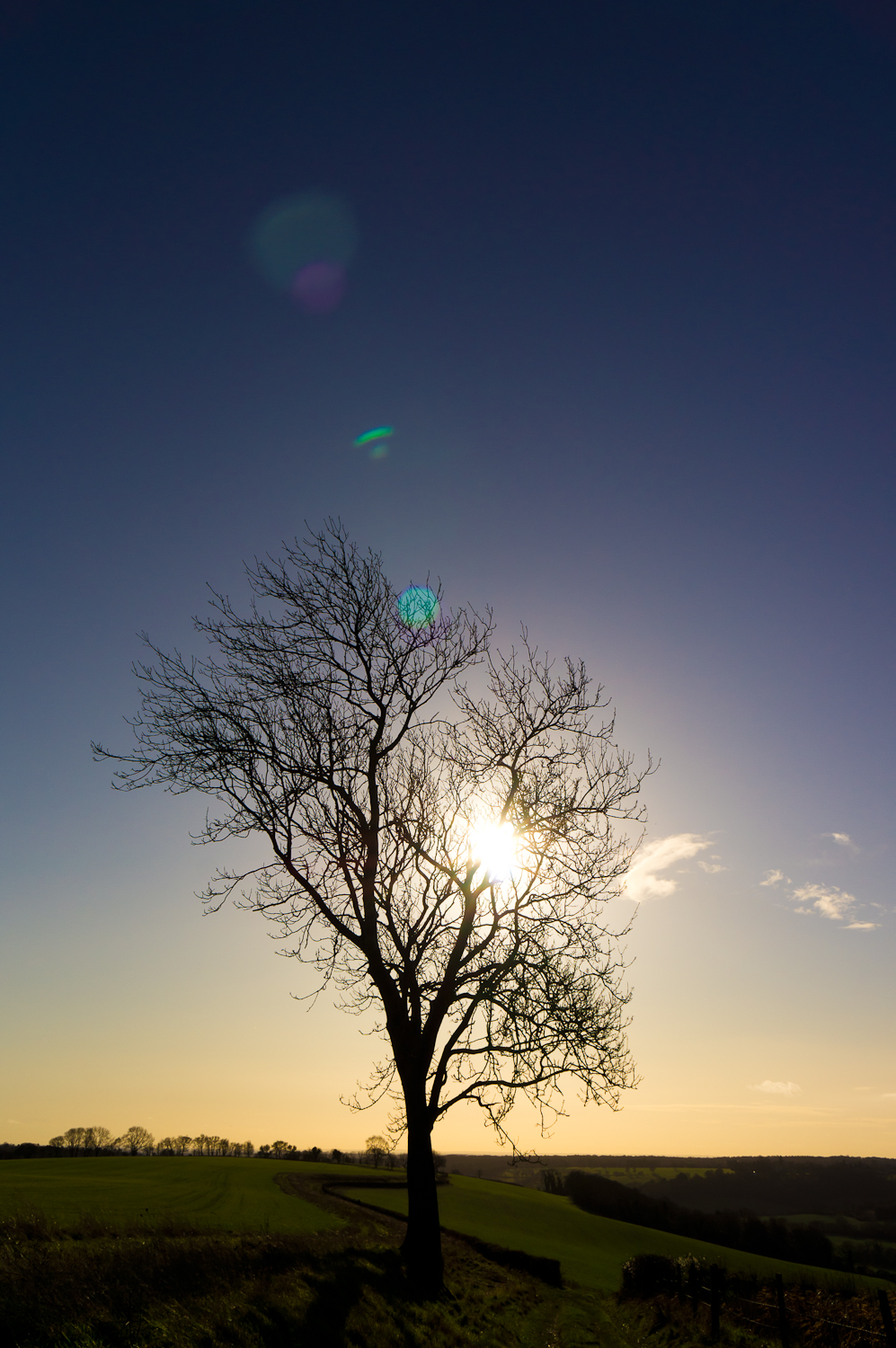
Bild mit Linsenreflexionen

Sie entstehen durch partielle Reflexion an den brechenden Linsenoberflächen, und bei Digitalkameras auch am Bildsensor und an den davor befindlichen Filtern, auch an vor die Frontlinse geschraubten Filtern, falls verwendet. Evtl. kann auch Totalreflexion an einer Linsenfläche beteiligt sein, was bei der Konstruktion des Objektivs aber vermieden werden sollte. Durch diese Reflexionen können auffällige Lichtflecke auf dem Bild entstehen, besonders wenn sich im oder knapp außerhalb des Bildwinkels helle Lichtquellen (Sonne, Straßenlampen etc.) befinden. Diese Lichtflecke haben oft die Form der Blendenöffnung (z. B. sechseckig), wenn das reflektierte Strahlenbündel durch die Blende begrenzt und bei der Abbildung auf die Bildebene nicht zu sehr verzerrt wird. Die Lichtflecke sind wegen der Rotationssymmetrie des Objektivs entlang einer Symmetrielinie aufgereiht, die durch die Lichtquelle und die Bildmitte geht, und sie sind meistens farbig, weil durch die Antireflexbeschichtung auf den Flächen der Reflexionsgrad von der Wellenlänge abhängt.

### Lichtundichtheit
Ist die Kamera oder das Objektiv beschädigt oder schlecht konstruiert, kann Licht durch Spalte, Öffnungen oder nicht völlig lichtdichte Bauteile eintreten.

### An Verschmutzungen gestreutes Licht
Es entsteht durch Staubteilchen oder andere Verunreinigungen (Fingerfett etc.) auf den Linsenflächen. Meist sind nur die erste und letzte Fläche betroffen, aber auch auf inneren Flächen können sich Staubteilchen absetzen (Staubeinschluss). Sie können je nach Objektivkonstruktion beim Verstellen der Brennweite oder der Entfernung mit der Luft angesaugt werden, wenn sich dabei das Luftvolumen im Objektiv ändert. Die Flächen können auch durch Fogging verschmutzen. Fogging bezeichnet die Bildung eines Belags auf den Flächen, indem Ausdünstungen von Teilen der Optik, z. B. Kunststoff-Weichmacher oder Bestandteile von Schmierfett, sich auf den Linsen niederschlagen. Der Belag kann milchig trüb sein und das Licht streuen. Es können sich in der Folge auch Mikroorganismen darauf ansiedeln, die sich von dem Belag ernähren: sogenannter Glaspilz. Dieser kann die betroffene Linse auch irreparabel schädigen.

### Sonstiges störendes Licht
Ähnliche Effekte entstehen durch Streulicht im optischen Medium zwischen Objekt und Kamera, typischerweise durch Rayleigh-Streuung des Lichts in der Atmosphäre. Bei der Aufnahme von weit entfernten Motiven wird deren Bild vom Streulicht der dazwischen liegenden Luft überlagert. Der Effekt wird durch zusätzliche Partikel in der Luft (Dunst) noch verstärkt. Im Ergebnis wird der Kontrast vermindert, und auch die Farbwiedergabe ändert sich, denn kleinere Wellenlängen werden von der Atmosphäre stärker gestreut, so dass das überlagernde Streulicht bläulich ist.
Das menschliche Sehsystem interpretiert das Verblassen und die charakteristische bläuliche Farbe von weit entfernten Objekten als Tiefeninformation. Dass auf einer Landschaftsaufnahme der Hintergrund mit zunehmendem Abstand mehr und mehr im bläulichen Dunst verschwindet, ist ein gewohnter Effekt, den man nicht als Fehler wahrnimmt. Störend ist er jedoch, wenn im Bild nur weit entfernte Objekte zu sehen sind und ein kontrastreicher und klarer Vordergrund fehlt.
Ferner können im Bildfeld vorhandene, jedoch mehr oder weniger stark defokussierte Gegenstände Geisterflecke im Bild hervorrufen. Diese entstehen zum Beispiel bei Aufnahmen mit Blitzlicht, indem schwebende Teilchen, die das Blitzlicht reflektieren, unscharf abgebildet werden.

## Praktisches Beispiel
Die folgenden Beispiele illustrieren diesen Effekt. Die oberen beiden Abbildungen stellen Originalmessungen mit zwei verschiedenen Scannern dar, wohingegen die unteren beiden Abbildungen zur besseren Erkennbarkeit des Falschlichts mit einer Gammakorrektur von γ = 0,1 versehen sind (dunkle Stellen im Bild werden somit stärker aufgehellt als helle Stellen). Auf der linken Seite ist eine gute Abbildung fast ohne Falschlicht und auf der rechten Seite eine schlechte Abbildung mit deutlich erkennbarem Falschlicht dargestellt. Die Bilder zeigen einen gelochten Würfel der innen aus schwarzer und außen aus weißer Pappe gefertigt ist. Das Loch hat einen Durchmesser von etwa 5 Millimetern. In den rechten Bildern ist diesem Loch das Falschlicht als weißlicher Schleier zu erkennen. Die farbigen Punkte in der Mitte des Loches beruhen nicht auf Falschlicht, sondern auf dem Bildrauschen des entsprechenden Bildsensors.
| Gute Abbildung | Schlechte Abbildung |
| -------------- | ------------------- |
| γ = 1,0        | γ = 1,0             |
|                |                     |
| γ = 0,1        | γ = 0,1             |
|                |                     |

Um für den Nachweis einen möglichst dunklen Objektbereich zu realisieren, wird häufig ein schwarzer Hohlraum verwendet, der in der Regel kreisförmig gestaltet ist. Für die Erzeugung einer gleichmäßig hellen Umgebung kommen in der Messtechnik opake Mattscheiben oder Ulbricht-Kugeln in Frage.

## Gegenmaßnahmen
Folgende Techniken werden vom Objektivhersteller oder vom Anwender genutzt, um das in der Regel unerwünschte Falschlicht zu vermeiden oder zu vermindern:
- Teile der Objektivfassungen und des Kameragehäuses, die durch Reflexion des darauf fallenden Lichts zum Falschlicht beitragen können, werden mattschwarz lackiert und quer zur optischen Achse verrippt. Oft werden auch die Linsenränder geschwärzt. Es werden Lichtblenden eingebaut, die die Ausbreitung von Licht außerhalb des normalen Strahlengangs behindern. Durch die Rippen und Lichtblenden wird das Licht nicht flach in Richtung zum Film, sondern in einem steileren Winkel reflektiert. Dadurch wird auch die Absorption verbessert, weil das reflektierte Licht zum Teil auf die gegenüberliegende Rippenflanke oder eine andere Blende fällt. Auch der Faltenbalg klassischer Fotoapparate bewirkt aus diesem Grund eine sehr wirksame Unterdrückung von Falschlicht. Ein Belag aus schwarzem Samt hat ebenfalls sehr gute Eigenschaften, auch bei flach auftreffendem Licht, das meist besonders kritisch ist.
- Streulichtblenden vor dem Objektiv vermindern das Entstehen von Falschlicht, indem außerhalb des Bildwinkels einfallendes Licht, das nicht für die Bildentstehung erforderlich ist, vom Eintritt in das Objektiv abgehalten wird.
- Die Linsen der Objektive erhalten eine Antireflexbeschichtung (Vergütung), um Reflexionen an den Glasoberflächen zu reduzieren. Die partielle Reflexion lässt sich aus physikalischen Gründen nicht völlig vermeiden, aber der reflektierte Lichtanteil sinkt bei modernen Beschichtungen auf weniger als ein Zehntel im Vergleich zu unbeschichteten Flächen.
- Die Auslegung der Linsengeometrie erfolgt bei der Konstruktion von hochwertigen Objektiven nicht nur zur Korrektion der Abbildungsfehler, sondern auch im Hinblick auf die Vermeidung bzw. Kontrolle von Linsen- und auch Sensor-Reflexionen.[3]
- Die Linsenoberflächen werden vom Anwender frei von Verunreinigungen gehalten. Man muss nicht jedes winzige Staubkorn sofort entfernen, aber starke Staubablagerung und Fingerabdrücke können merkliches Streulicht verursachen.
- Fotoobjektive werden unter guten Bedingungen aufbewahrt (vor allem Vermeidung von Feuchtigkeit), um Fogging und Glaspilz vorzubeugen.
- Störende Gegenlichtquellen im Objektraum werden ausgeschaltet (beispielsweise Scheinwerfer oder Lampen).
- Die Tonwerte in fotografischen Aufnahmen werden korrigiert, wobei die dunkelsten auftretenden Tonwerte auf den Schwarzwert transformiert werden, um den Kontrast zu maximieren.

Hilfsmittel gegen Falschlicht
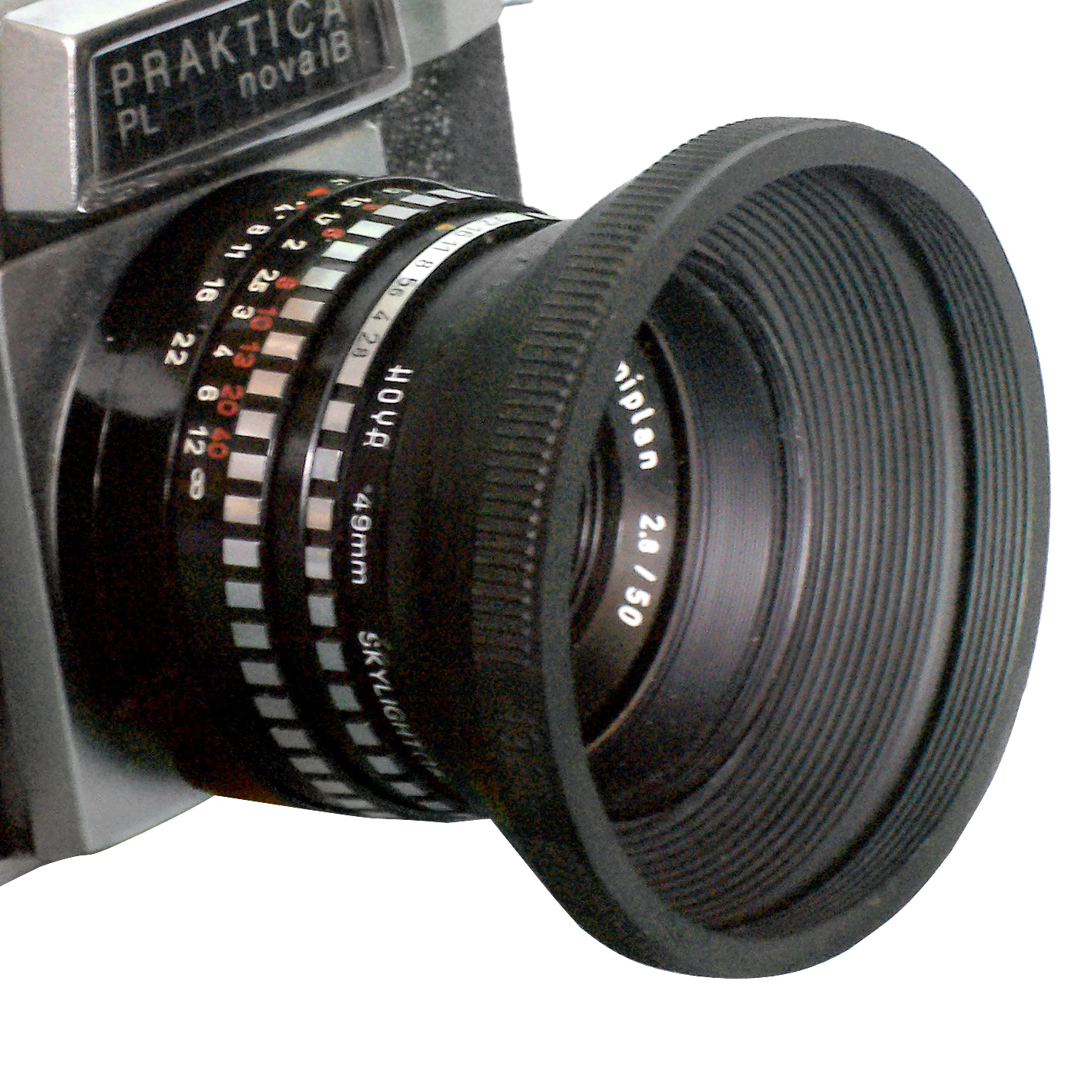
Streulichtblende
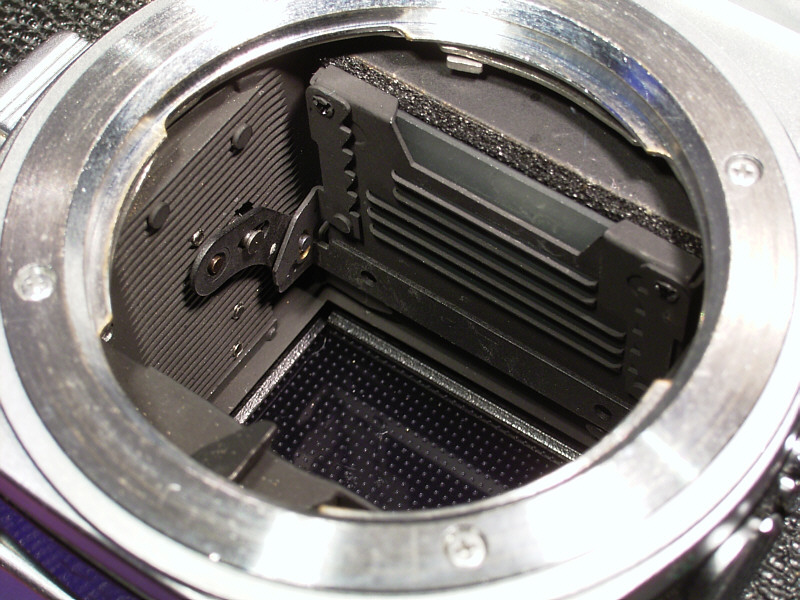
Schwarze Mattierung und Verrippungen zur Reflexminderung
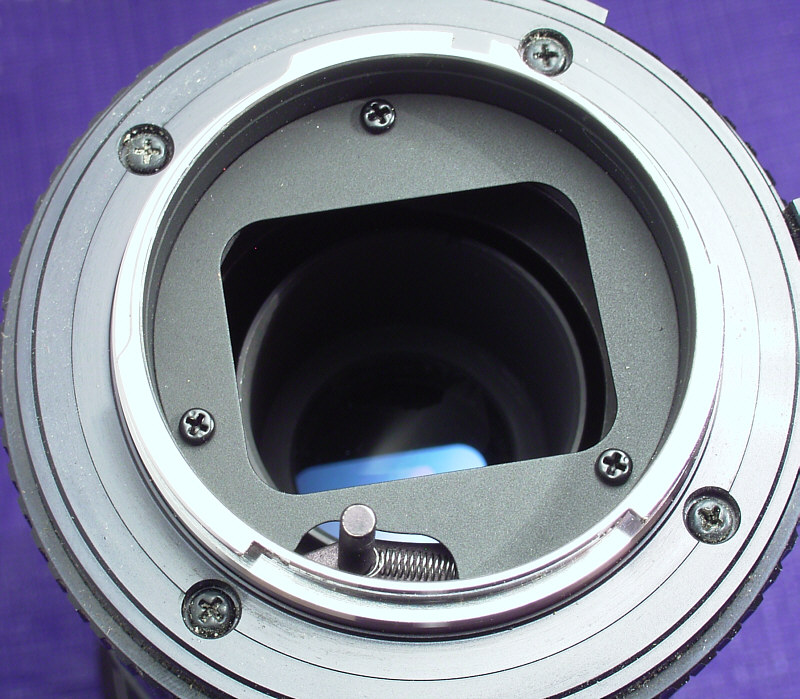
Lichtblenden im Strahlengang des Objektivs
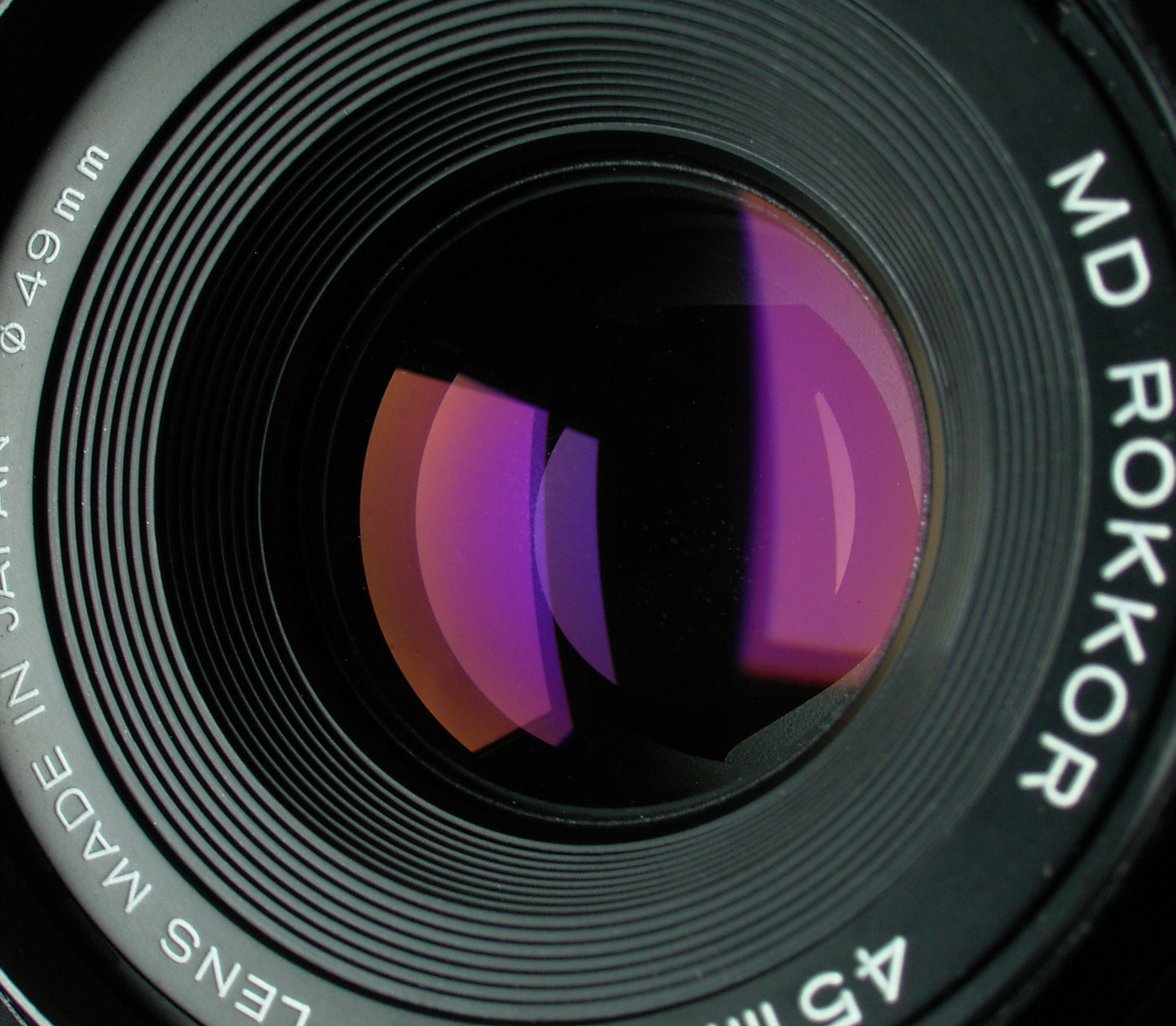
Linsenvergütung